# Gardenline Litoměřice
Gardenline Litoměřice byl český futsalový klub z Litoměřic. Od sezóny 2016/17 hrál v nejvyšší české futsalové lize. Založen byl v roce 2011. Historicky okamžik nadešel po vítězné druholigové sezóně 2015/16, kdy se mužstvu podařil postup do nejvyšší soutěže. Klub se na podzim sezóny 2018/19 odhlásil ze soutěže a od té doby v žádné soutěži nepůsobí.
Své domácí zápasy odehrával v Lovosicích ve sportovní hale Chemik, která má kapacitu 950 diváků.

## Umístění v jednotlivých sezonách
Zdroj:
Legenda: Z – zápasy, V – výhry, R – remízy, P – porážky, VG – vstřelené góly, OG – obdržené góly, +/- – rozdíl skóre, B – body, červené podbarvení – sestup, zelené podbarvení – postup, fialové podbarvení – reorganizace, změna skupiny či soutěže
| Česko (2011 – 2018) |                        |        |    |    |   |    |     |     |     |    |       |             |
| Sezóny              | Liga                   | Úroveň | Z  | V  | R | P  | VG  | OG  | +/- | B  | P. ZČ | Play-off    |
| 2011/12             | Ústecký krajský přebor | 4      | …  | …  | … | …  | …   | …   | …   | …  | 4.    |             |
| 2012/13             | Divize A               | 3      | 22 | 8  | 5 | 9  | 120 | 135 | -15 | 29 | 7.    |             |
| 2013/14             | 2. liga – sk. Západ    | 2      | 22 | 5  | 5 | 12 | 85  | 121 | -36 | 20 | 11.   |             |
| 2014/15             | 2. liga – sk. Západ    | 2      | 22 | 15 | 0 | 7  | 145 | 102 | +43 | 45 | 3.    |             |
| 2015/16             | 2. liga – sk. Západ    | 2      | 22 | 14 | 6 | 2  | 120 | 79  | +41 | 48 | 1.    |             |
| 2016/17             | Chance futsal liga     | 1      | 22 | 11 | 5 | 6  | 79  | 62  | +17 | 38 | 3.    | Čtvrtfinále |
| 2017/18             | VARTA futsal liga      | 1      | 22 | 11 | 5 | 6  | 79  | 62  | +17 | 38 | 3.    | Semifinále  |
| 2018/19             | VARTA futsal liga      | 1      | 4  | 1  | 1 | 2  | 10  | 11  | -1  | 4  | 12.   |             |